# Cecidolampa
Cecidolampa is een geslacht van vliesvleugeligen uit de familie Pteromalidae. De wetenschappelijke naam van dit geslacht is voor het eerst geldig gepubliceerd in 1975 door Askew.

## Soorten
Het geslacht Cecidolampa is monotypisch en omvat slechts de volgende soort:
- Cecidolampa barbotini Askew, 1975